# Seven de Sudáfrica 2001
El Seven de Sudáfrica de 2001 fue la tercera edición del torneo sudafricano de rugby 7, fue el primer torneo de la temporada 2001-02 de la Serie Mundial Masculina de Rugby 7.
Se disputó en la instalaciones del ABSA Stadium de Durban.

## Fase de grupos

### Grupo A
| Equipo        | Encuentros | Encuentros | Encuentros | Encuentros | Tantos  | Tantos    | Tantos     | Puntos |
| Equipo        | jugados    | ganados    | empatados  | perdidos   | a favor | en contra | diferencia | Puntos |
| ------------- | ---------- | ---------- | ---------- | ---------- | ------- | --------- | ---------- | ------ |
| Nueva Zelanda | 3          | 3          | 0          | 0          | 131     | 0         | 131        | 9      |
| Inglaterra    | 3          | 2          | 0          | 1          | 71      | 42        | 29         | 7      |
| Golfo Pérsico | 3          | 1          | 0          | 2          | 21      | 102       | -81        | 5      |
| Georgia       | 3          | 0          | 0          | 3          | 5       | 84        | -79        | 3      |

Nota: Se otorgan 3 puntos al equipo que gane un partido, 2 al que empate y 1 al que pierda

### Grupo B
| Equipo    | Encuentros | Encuentros | Encuentros | Encuentros | Tantos  | Tantos    | Tantos     | Puntos |
| Equipo    | jugados    | ganados    | empatados  | perdidos   | a favor | en contra | diferencia | Puntos |
| --------- | ---------- | ---------- | ---------- | ---------- | ------- | --------- | ---------- | ------ |
| Australia | 3          | 3          | 0          | 0          | 79      | 22        | 57         | 9      |
| Francia   | 3          | 2          | 0          | 1          | 60      | 27        | 33         | 7      |
| Gales     | 3          | 1          | 0          | 2          | 34      | 42        | -8         | 5      |
| Namibia   | 3          | 0          | 0          | 3          | 10      | 92        | -82        | 3      |

### Grupo C
| Equipo    | Encuentros | Encuentros | Encuentros | Encuentros | Tantos  | Tantos    | Tantos     | Puntos |
| Equipo    | jugados    | ganados    | empatados  | perdidos   | a favor | en contra | diferencia | Puntos |
| --------- | ---------- | ---------- | ---------- | ---------- | ------- | --------- | ---------- | ------ |
| Argentina | 3          | 3          | 0          | 0          | 88      | 14        | 74         | 9      |
| Fiyi      | 3          | 2          | 0          | 1          | 71      | 40        | 31         | 7      |
| Escocia   | 3          | 1          | 0          | 2          | 27      | 71        | -44        | 5      |
| Marruecos | 3          | 0          | 0          | 3          | 23      | 84        | -61        | 3      |

### Grupo D
| Equipo    | Encuentros | Encuentros | Encuentros | Encuentros | Tantos  | Tantos    | Tantos     | Puntos |
| Equipo    | jugados    | ganados    | empatados  | perdidos   | a favor | en contra | diferencia | Puntos |
| --------- | ---------- | ---------- | ---------- | ---------- | ------- | --------- | ---------- | ------ |
| Sudáfrica | 3          | 2          | 1          | 0          | 90      | 22        | 68         | 8      |
| Samoa     | 3          | 2          | 1          | 0          | 81      | 29        | 52         | 8      |
| Portugal  | 3          | 1          | 0          | 2          | 45      | 83        | -38        | 5      |
| Kenia     | 3          | 0          | 0          | 3          | 29      | 111       | -82        | 3      |

## Fase Final

### Cuartos de final
| 18 de noviembre | Nueva Zelanda | 26 - 0 | Francia |  |  |

| 18 de noviembre | Sudáfrica | 12 - 0 | Fiyi |  |  |

| 18 de noviembre | Samoa | 19 - 14 | Argentina |  |  |

| 18 de noviembre | Inglaterra | 27 - 7 | Australia |  |  |

### Semifinal
| 18 de noviembre | Nueva Zelanda | 38 - 7 | Sudáfrica |  |  |

| 18 de noviembre | Samoa | 24 - 7 | Inglaterra |  |  |

### Final
| 18 de noviembre | Nueva Zelanda | 19 - 17 | Samoa |  |  |

| Bandera de Nueva Zelanda |
| Campeón Nueva Zelanda    |
| 1º título del circuito   |